# 拉博斯 (萨尔特省)
拉博斯（法語：La Bosse，法語發音：[la bɔs]）是法国萨尔特省的一个市镇，属于马梅尔斯区。

## 地理
拉博斯（48°10'12"N, 0°31'34"E）面积10.75 平方千米，位于法国卢瓦尔河地区大区萨尔特省，该省份为法国西北部内陆省份，北起顺时针与奥恩省、厄尔-卢瓦省、卢瓦-谢尔省、安德尔-卢瓦尔省、曼恩-卢瓦尔省和马耶讷省接壤，是法国大西部的入口，连接卢瓦尔河谷、布列塔尼和巴黎盆地。
与拉博斯接壤的市镇（或旧市镇、城区）包括：圣乔治迪罗赛、圣但尼德库德赖、圣马丹德蒙、圣欧班德库德赖。

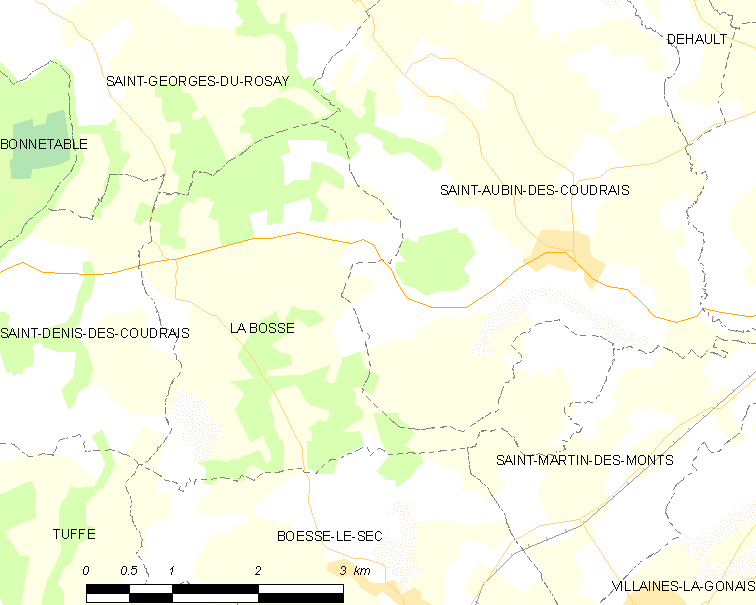
的OSM定位图

拉博斯的时区为UTC+01:00、UTC+02:00（夏令时）。

## 行政
拉博斯的邮政编码为72400，INSEE市镇编码为72040。

## 政治
拉博斯所属的省级选区为贝尔纳堡县。

## 人口

1962-2008年间人口变化图示

拉博斯于2022年1月1日时的人口数量为153人。